# Анабел (кукла)
Анабел (на английски: Annabelle) е предполагаемо обладана от духове кукла от типа „Парцаливата Ан“, вдъхновила героинята от във филмите на „Вселената на заклинанията“ (The Conjuring Universe) като „Заклинанието“ и „Анабел“.
Тя е съхранявана в затворения вече Музей на окултизма на починалите американски  изследователи на паранормални явления Ед и Лорейн Уорън в град Монро, Кънектикът, САЩ. Анабел е преместена там след предполагаемото ѝ обладаване от демон през 1970 г.

## Предистория
През 1970 г. 28-годишната американка Дона, следваща за медицинска сестра, получава куклата като подарък от майка си за рождения си ден. По онова време тя живее в малък апартамент, който споделя със съквартирантката си Енджи. Скоро двете забелязват странното поведение на куклата – намират я в различни позиции и на различни места. Те се обръщат към медиум, който казва, че куклата е обладана от духа на починало момиче Анабел Хигинс, вероятно убито близо до дома им. Студентката и нейната съквартирантка се опитват да приемат обладаната от духове кукла и ѝ подаряват дрехи и други неща, но тя продължава да има злонамерено и плашещо поведение. Именно тогава те се свързват със сем. Ед и Лорейн Уорън – американски изследователи на паранормални явления и основаватели на Новоанглийското общество за психични изследвания (N.E.S.P.R.) – най-старата група за лов на духове в Нова Англия. Сем. Уорън преместват куклата в музея си, след като я обявяват за обладана от демон, представящ се за малко дете. Куклата става първият им голям случай. Тя остава затворена в стъклена кутия в Музея на окултизма в град Монро, Кънектикът до затварянето му през 2016-2017 г.
Асистентът по религиозни науки от Тексаския държавен университет Джоузеф Лейкок казва, че повечето скептици са отхвърлили музея на семейство Уорън като „пълен с готови боклуци за Хелоуин, кукли и играчки, книги, които можеш да купиш от всяка книжарница“. Лейкок нарича легендата за Анабел „интересен казус във връзката между поп културата и паранормалния фолклор“ и спекулира, че демоничната кукла, популяризирана от филми като „Чъки“, Dolly Dearest и „Заклинанието“, вероятно се е появила от ранните легенди около куклата Робърт (считана за обладана от духове кукла, изложена в Музей „Ийст Мартело“ в Ки Уест, Флорида), както и от епизод от „Зоната на здрача“, излязъл пет години преди историята на Уорън, озаглавен „ Живата кукла“, в който героянята на майката се казва Анабел. Лейкок предполага, че „идеята за обладаните от демони кукли позволява на съвременните демонолози да откриват свръхестествено зло на най-баналните и домашни места“.
Коментирайки публичността на Музея на окултизма на сем. Уорън, съвпадаща с излизането на филма „Заклинанието“, научната писателка Шарън А. Хил каза, че много от митовете и легендите около Уорънс „изглежда са дело на тях“ и че много хора могат да имат трудност при „отделянето на Уорън от холивудския им портрет“. Хил критикува сензационното отразяване в пресата на музея на Уорън и тяхната кукла Анабел. Тя казва: „Подобно на истинския Ед Уорън реалният живот на Анабел всъщност е далеч по-малко впечатляващ.“ Относно свръхестествените твърдения, направени за Анабел от Ед Уорън, Хил казва: „Нямаме нищо друго освен думата на Ед за това, а също и за историята и произхода на предметите в музея.“
Куклата е описана и в биографията на Джералд Бритъл от 1980 г. на семейство Уорън, „Демонологът“.

## Персонаж
Историята на семейство Уорън за куклата служи като вдъхновение за героинята на куклата Анабел, изобразена във „Вселената на заклинанието“ – филмова поредица, включваща филмите „Анабел“ (2014), „Анабел 2: Сътворение“ (2017) и „Анабел 3“ (2019). Продуцентите не използват образа на Парцаливата Ан, отчасти поради потенциални проблеми с търговската марка и отчасти, за да направят външния вид на куклата по-притеснителен за филм на ужасите; външният ѝ вид е описан като „ужасяваща порцеланова кукла, която е обезобразена и веднага заплашителна“. Героинята се появява за първи път в „Заклинанието“ (2013) на Джеймс Уан и за кратко в продължението му „Заклинанието 2“ (2016), в „Проклятието на плачещата жена“ (2019) на Майкъл Чавес и в „Заклинанието 3: Демоничният убиец“ (2021), както и във филмите на Разшиената вселена на Ди Си „Аквамен“ (2018) и „Шазам!“ (2019), съответно режисирани от Джеймс Уан и Дейвид Ф. Сандберг. Куклата се появява и в „Шазам: Яростта на боговете“, също режисиран от Сандберг.